# Vischer (Familie)
Die Familie Vischer war eine Künstlerfamilie aus Nürnberg, die durch ihre Gießarbeiten bekannt geworden ist.
Hermann Vischer der Ältere gründete 1453 als Nürnberger Bürger eine Gießhütte. Zur Künstlerfamilie Vischer zählt der Sohn Peter Vischer der Ältere mit seinen Söhnen Hermann, Hans und Peter. Die Familie arbeitete über drei Generationen bis in die Mitte des 16. Jahrhunderts.
Sie fertigten zahlreiche metallene Grabmäler für namhafte Persönlichkeiten, darunter auch die Fürstbischöfe von Bamberg und Würzburg und dortige Domherren. Weitere Auftraggeber waren die Grafen von Henneberg. Arbeiten für die Schaumberg befinden sich u. a. in Lichtenfels. Zu den abgebildeten verwandten Personen bzw. kirchlichen Würdenträgern zählen Familienmitglieder der Seckendorff, Giech, Förtsch von Thurnau, Redwitz, Bibra und Guttenberg. In Krakau wurden Grabmäler in der Wawel-Kathedrale und der Marienkirche geschaffen.